# Axinaea sclerophylla
Axinaea sclerophylla es una especie de planta de flores perteneciente a la familia  Melastomataceae. Es endémica de Ecuador.  Su hábitat natural son las montañas húmedas tropicales o subtropicales.
Es un árbol nativo de los Andes ecuatorianos donde se conocen 12 colonias. Todas cercanas a Loja y Zamora Chinchipe, con la excepción de una en  Sevilla de Oro en la provincia de Azuay, y otra en Morona Santiago, en la carretera de  Sígsig–Gualaquiza. Tres poblaciones se encuentran dentro del Parque nacional Podocarpus. 